# Pipipãs de Cambixuru
Pipipãs de Cambixuru são um povo indígena que habita uma comunidade em Ibimirim, junto à Serra Negra, em Pernambuco. Até 1998, viviam junto aos Kambiwá.